# Pieter Schelte Heerema
Pieter Schelte Heerema (Amsterdam, 27 april 1908 – Leiden, 30 september 1981) was een civiel ingenieur, Nederlands lid van de Duitse Waffen-SS, officier in de Nederlandsche SS en na de oorlog ondernemer in de offshorebusiness.

## Studie en begin carrière
Heerema studeerde civiele techniek aan de Technische Hogeschool Delft. Hij studeerde af in 1931 en ging werken bij de Nederlandse Maatschappij voor Havenwerken in Amsterdam. Voor dat bedrijf bezocht hij onder meer Venezuela, Portugal, de Canarische Eilanden en Perzië. In Venezuela werd Heerema directeur van S.A. Hidraulica Venezolana. Eind jaren dertig werd hij lid van de Nationaal-Socialistische Nederlandsche Arbeiderspartij.

## Tweede Wereldoorlog

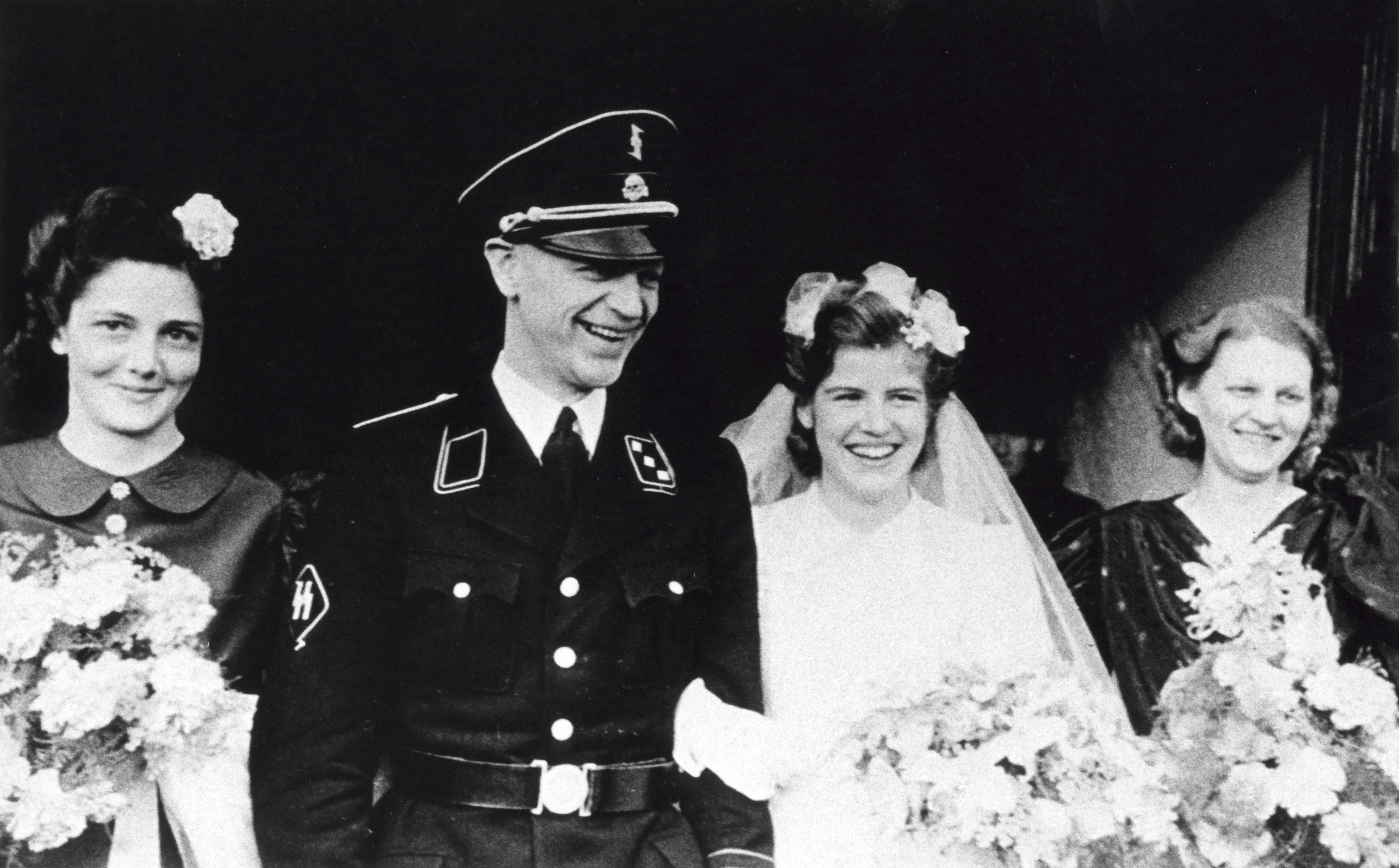
Heerema in uniform van de SS op de dag van zijn huwelijk, in december 1942

Na het uitbreken van de Tweede Wereldoorlog kwam Heerema via vele omwegen weer naar Nederland. In september 1940 kwam hij aan in Den Haag, waar hij lid werd van de Waffen-SS. Hij was een overtuigd antisemiet en anticommunist en vond bij de nazi's gehoor voor zijn opvattingen. 
In de oorlog trouwde hij met de dochter van een Haagse tapijthandelaar. Op de huwelijksreceptie in "Hotel Des Indes" aan de Lange Voorhout in Den Haag verschenen hoge SS-officieren en andere pro-Duitse figuren. Storm, het landelijke SS-tijdschrift, plaatste een bericht over het huwelijk op de voorpagina. Heinrich Himmler stuurde hem een bericht: ‘herzlichen Glueckwuensche zur Hochzeit.’ Namens de SS was hij directeur van de Nederlandsche Oost Compagnie die zich bezighield met de "kolonisatie van Oost-Europa". 
Hij was onder meer verantwoordelijk voor het oppakken van Nederlandse mannen die gedwongen te werk gesteld werden in de door de nazi's bezette Baltische gebieden in Oost-Europa; vele honderden kwamen hierbij om het leven. Omdat hij zich na enige tijd niet langer kon verenigen met de doelstellingen van de bezetter, werd hij in april 1943 door de Duitsers ontslagen en overgeplaatst naar de kustverdediging (Wehrmacht Den Haag). Daar speelde hij plannen door naar de (merkwaardige) illegale Groep Vogel.
Na de oorlog werd Heerema gearresteerd en in de bijzondere rechtspleging veroordeeld tot drie jaar gevangenisstraf wegens oorlogsmisdaden. Na aftrek van voorarrest kwam hij vrij. David Barnouw, van het Nederlands Instituut voor Oorlogsdocumentatie (NIOD), zegt hierover dat justitie Pieter Schelte Heerema 'helaas heeft laten lopen', omdat zij 'blijkbaar onder de indruk waren van het memorandum dat hij schreef waarin hij zijn zogenaamde heldendaden in de oorlog beschreef.'

## Offshore
Hij vertrok met zijn gezin in 1947 naar Venezuela waar hij in 1948 in de luwte met Bomans Compañía Anónima Constructora, Heerema & Bomans begon, een aannemersbedrijf in betonconstructies, dat uitgroeide tot een onderneming die constructies in het Meer van Maracaibo bouwde. In 1950 werd de naam gewijzigd in Constructora Heerema. In 1956 werd een voorgespannen betonnen heipaal geïntroduceerd. Hij werkte daar onder andere samen met Brown & Root.
In 1961 keerde Heerema terug naar Nederland en richtte een jaar later Heerema Engineering Service op, tegenwoordig Heerema Marine Contractors. Hij was betrokken bij de ontwikkeling en uitbouw van de offshore-industrie in Nederland, waardoor het installeren van platforms een ontwikkeling doormaakte. In 1963 liet hij een Noorse tanker, de Sunnaas, ombouwen tot het eerste kraanschip - met een capaciteit van 300 shortton - in de offshore dat een echte scheepsvorm had, waarna het werd omgedoopt tot de Global Adventurer. Dit type kraanschip was beter geschikt voor de weersomstandigheden op de Noordzee. Hij bracht dit schip in bij de joint venture met Brown and Root. In 1966 werd hij uitgekocht op voorwaarde dat hij twee jaar lang geen kraanschepen mocht exploiteren. In 1968 kwam de Challenger van 650 shortton in de vaart, in 1972 gevolgd door de Champion van 1100 shortton. De schaalvergroting ging door met de Thor van 2000 shortton in 1974 en de Odin van 3000 shortton in 1976. Dit stelde oliemaatschappijen in staat om grotere modules te bouwen waardoor de installatietijd teruggebracht kon worden.
In 1978 liet Heerema twee half-afzinkbare kraanschepen bouwen, de Hermod en de Balder, elk met één 2000 shortton en één 3000 shortton kraan. Later hebben beide een upgrade gekregen, zodat ze een grotere capaciteit kregen. Dit type kraanschip was minder gevoelig voor zeegang en deining, waardoor ook gedurende de wintermaanden kon worden gewerkt op de Noordzee. Dankzij de stabiliteit kan er zwaarder getild worden dan met een monohull. De grotere capaciteit van de kranen bracht de installatietijd van een platform terug van een heel seizoen naar een paar weken.

## De Pieter Schelte
Het bedrijf Allseas, dat in handen is van zijn zoon Edward, begon in 2001 te werken aan wat het grootste schip in de offshore moest worden. Dit schip werd ter herinnering aan Heerema de Pieter Schelte genoemd. In 2001 ontving het bedrijf een overheidssubsidie van achthonderdduizend euro voor de ontwikkeling ervan. Met betrekking tot de gevoeligheid van de naamgeving zijn in 2008 Kamervragen gesteld. Het schip is begin januari 2015 naar de Tweede Maasvlakte bij Hoek van Holland gesleept om daar afgebouwd te worden. Een maand later werd bekend dat Allseas na kritiek besloten had de naam te veranderen; de nieuwe naam werd Pioneering Spirit, waarmee de initialen P.S. van Heerema behouden bleven. De naam Pieter Schelte is echter nog steeds goed leesbaar op de romp van het schip aanwezig.